# Europa (Schiff, 1987)
Die Europa ist ein Fahrgastschiff, das ursprünglich in Berlin im Einsatz war.

## Geschichte
Die Europa wurde 1987 auf der Lux-Werft in Mondorf für die Reederei Bruno Winkler in Berlin gebaut, bei der sie dann zehn Jahre lang im Einsatz war. Die Reederei hatte zuvor das Motorschiff Gisela, das sie von der Reederei Foge übernommen hatte, nach Haren an der Ems weiterverkauft, statt in Reparaturen zu investieren. Mit dem Bau der Europa wurde im November 1986 begonnen; am 14. April 1987 traf das Schiff in Berlin ein, zehn Tage später wurde es in Tegel getauft. Es besaß einen durchgehenden Panoramasalon und ein großzügig bemessenes Sonnendeck. Das Schiff war zunächst für die Beförderung von 430 Personen zugelassen.
1997 gelangte die Europa zur Bernkastel-Kueser Moselpersonenschiffahrt, die damals von Hans Michels geführt wurde. Im Jahr 2000 besaß sie noch eine Zulassung für die Beförderung von 400 Personen.